# Dmitri Jloba
Dmitri Jloba (în rusă Дмитрий Петрович Жлоба; n. 15/27 iunie 1887, Kiev, gubernia Kiev⁠(d), Imperiul Rus – d. 10 iunie 1938, Krasnodar, RSFS Rusă, URSS) a fost un comandant militar sovietic în timpul Războiului Civil Rus.